# Чернихівський замок
Чернихівський замок — втрачена оборонна споруда в селі Чернихівцях Збаразької громади Тернопільського району Тернопільської области України.

## Відомості
Згідно з актом поділу маєтностей поміж князями Василем, Семеном і Солтаном Збаразькими Чернихівці згадуються (1529 р.), як місто, що мало замок.
У щоденнику німецького мандрівника, дипломата Ульріха фон Вердума за 1672 р. населений пункт згаданий як село зі замком.